# Urnalana chevertii
Urnalana chevertii is een krabbensoort uit de familie van de Leucosiidae. De wetenschappelijke naam van de soort werd voor het eerst geldig gepubliceerd in 1880 door William Aitcheson Haswell.